# Pruebas de validación
Las pruebas de validación en la ingeniería de software son el proceso de revisión que verifica que el sistema de software producido cumple con las especificaciones y logra su cometido. También se les conoce como «Pruebas de aceptación del usuario», PAU, que proviene de las siglas en inglés de User Acceptance Testing (UAT). Es normalmente una parte del proceso de pruebas de software de un proyecto, que también utiliza técnicas tales como evaluaciones, inspecciones y tutoriales. La validación es el proceso de comprobar que lo que se ha especificado es lo que el usuario realmente quería.
Se trata de evaluar el sistema o parte de este durante o al final del desarrollo para determinar si satisface los requisitos iniciales. La pregunta a realizarse es: ¿Es esto lo que el cliente quiere?

## Enfoques a la verificación
- Dinámica de verificación, también conocido como ensayos o experimentación.
- Estática de verificación, también conocido como análisis.

## Tipos
- Pruebas de aceptación: desarrolladas por el cliente.
- Pruebas alfa realizadas por el usuario con el desarrollador como observador en un entorno controlado (simulación de un entorno de producción).
- Pruebas beta: realizadas por el usuario en su entorno de trabajo y sin observadores.

## Características
Comprobar que se satisfacen los requisitos:
- Se usan las mismas técnicas, pero con otro objetivo.
- No hay programas de prueba, sino sólo el código final de la aplicación.
- Se prueba el programa completo.
- Uno o varios casos de prueba por cada requisito o caso de uso especificado.
- Se prueba también rendimiento, capacidad, etc. (y no sólo resultados correctos).
- Pruebas alfa (desarrolladores) y beta (usuarios).